# Diego Placente
Diego Placente (Buenos Aires, 1977. április 24. –) argentin válogatott labdarúgó, 2013-ban hagyott fel a profi futballal.

## Pályafutása

### Klub
Profi karrierjét 1995-ben kezdte az Argentinos Juniors csapatánál, majd az egyik legsikeresebb hazai csapathoz, a River Plate-hez szerződött, ahol négy évet töltött. Itt lett igazán ismert és elismert labdarúgó, és itt figyeltek fel rá az európai csapatok is, melyek közül végül a Leverkusen szerződtette 2001-ben. Itt 2005-ig, szerződése lejártáig játszott, és a 2001-02-es szezonban BL-döntőt is játszhatott a „gyógyszergyáriakkal”.
2005-ben, Németországból való távozása idején visszautasította az angol Everton ajánlatát, és inkább Spanyolországba, a Celta Vigóhoz szerződött. Két év után hazatért Argentínába, és a San Lorenzo játékosa lett. 2011-ig itt szerepelt, azonban ebben volt egy kétéves Bordeaux-i kitérő is. 2012-ben visszatért nevelőegyesületéhez, az Argentinoshoz, innen vonult vissza egy évvel később.

#### A válogatottban
A válogatottba először 2000-ben került be, majd összesen huszonkét meccsen kapott lehetőséget. Részt vett a 2002-es vb-n is.

## Magánélet
Placente felesége zsidó származású, emiatt volt olyan időszak, amikor felmerült, hogy a Makkabi Tel-Aviv játékosa lesz. Végül a feleség volt az, aki nem akart Izraelbe költözni, így az átigazolás nem jött létre.

## Válogatott statisztikái[5]
| argentin labdarúgó-válogatott | argentin labdarúgó-válogatott | argentin labdarúgó-válogatott |
| Év                            | Meccs                         | Gól                           |
| ----------------------------- | ----------------------------- | ----------------------------- |
| 2000                          | 1                             | 0                             |
| 2001                          | 2                             | 0                             |
| 2002                          | 5                             | 0                             |
| 2003                          | 6                             | 0                             |
| 2004                          | 6                             | 0                             |
| 2005                          | 2                             | 0                             |
| Összesen                      | 22                            | 0                             |

## Sikerek

### Klub
- argentin bajnok: 1997 (Apertura), 1999 (Apertura), 2000 (Clausura)
- Libertadores-szuperkupa-győztes: 1997
- német kupadöntős: 2001-02
- BL-döntős: 2001-02
- francia bajnok: 2008-09
- francia szuperkupa-győztes: 2007, 2009
- francia ligakupa-győztes: 2006-07, 2008-09
- uruguayi bajnok: 2011-12

#### A válogatottban
- U20-as világbajnok: 1997
- Copa América-döntős: 2004
- konföderációs kupa-döntős: 2005